# Eric Vinaixa
Èric Vinaixa Pujol (Barcelona, 11 de julio de 1977) es cantante, músico, compositor y productor.

## Historia

### Primeros años
Èric Vinaixa Pujol, primer hijo de Agustí Vinaixa y Cristina Pujol, empieza a estudiar música a los 6 años en su pueblo, Miravet, de la mano del maestro Toni Vives y, un año más tarde, a tocar instrumentos, progresivamente, en función del momento que vive. El primer instrumento que aprende es el acordeón cromático, a los 7 años, pasando por los conservatorios de Tortosa y Barcelona. Un año después, siguiendo la tradición musical de su pueblo, aprende a tocar una serie de instrumentos de viento (bombardino, fliscorno bajo, trombón de pistones, trombón de baras) para entrar a formar parte de la Banda de Música de Miravet, donde debuta a los 9 años. El descubrimiento de los Beatles a los 12 años supone toda una revolución. En pocos meses consigue toda su discografía y se sumerge en su universo. Es en este contexto donde empieza a escribir música por primera vez. Su primera canción data de 1989, con 12 años, ya partir de ese momento no ha dejado de escribir. El otro punto clave es el descubrimiento de los Rolling Stones un año más tarde. La fascinación es tan grande que decide aprender a tocar la guitarra para seguir los pasos de sus héroes (como anécdota, en clave de humor, Èric Vinaixa celebra la Navidad el día que nació Keith Richards y es felicitado por su círculo más íntimo de amistades). Su abuelo materno le regala su primera guitarra a los 14 años. Empieza a devorar música, sobre todo de los 60 y los 70 y, a partir de los 15 años, entra a formar parte en diferentes bandas, cantando en directo por primera vez, escribiendo su propio material como parte de un repertorio cargado de versiones, colaborando en diversos proyectos, tanto en directo como en el estudio. Durante este periodo se compra un piano antiguo (que conserva en casa de sus padres en Miravet) y la aprende a tocar de forma autodidacta. Él mismo afirma que sus instrumentos principales son guitarra, piano y voz.

### Rodamons (2002-presente). Etapa profesional
Desde 2002 lidera el grupo de rock Rodamons, con quien tiene 2 discos editados, Temps Millors (PICAP, 2005) y Mama (PICAP, 2008), después de firmar su primer contrato discográfico con PICAP, en 2004. En Rodamons asume la composición de los temas, así como la coproducción de los discos. Rodamons nace con el objetivo de expresar la pasión por el rock como forma de entender la música. Buscando siempre un sonido directo, sincero y libre, el cuarteto (actualmente, Èric Vinaixa: voz, guitarra y piano. Albert Caridad: guitarra solista. Pepe Flix: bajo. Ramon Aragall: batería) ofrece en sus espectáculos una puesta en escena cargada de fuerza y de energía, siguiendo los patrones de las bandas de rock de los setenta. Rodamons comienza a ganar eco mediático tras acumular varios premios, como Gamarock 2003 o En Potència de Catalunya Cultura, hasta recibir el Disco Catalán del año 2005, que otorga anualmente Radio 4, por su primer trabajo Temps Millors. Con cinco videoclips oficiales (Quan, L'últim anònim, Ho tens negre, company, Sexy Gi y Família Rock) circulando por las televisiones nacionales, Rodamons actúa en las principales salas catalanas (como Bikini o Luz de Gas), el Palacio de la Música Catalana, televisiones y radios, en festivales de renombre (como el Senglar Rock) o en las Fiestas de la Mercè de Barcelona y, incluso, en el Camp Nou (en los actos de celebración del título de Liga 2004-05, el 15 de mayo). Por Rodamons, a lo largo de los años, han pasado músicos como Esteban Gisbert, Dani Palmés, Dio López, Jordi Pibou, Salva Gallegos y Xavi Navarro. Parte de la crítica y del público sitúan L'últim anònim entre las grandes canciones de la música en catalán.

### Carrera en solitario (2006-presente)
A partir de 2006, comienza sus proyectos en solitario, tocando en diferentes clubes, pubs, locales y pequeños teatros, normalmente solo, acompañado sólo de su inseparable guitarra Tanglewood, ofreciendo un repertorio que se deja llevar por el momento, a caballo de los clásicos que lo han protegido desde pequeño y de su propia música, en un espectáculo llamado Larga vida al Rock'n'Roll. En solitario también ha rodeado por el mundo ofreciendo conciertos en lugares insólitos como Japón (Tokio), Cuba (Cienfuegos, Santa Clara, La Habana), Tailandia (Chiang Mai) o la República Checa (Praga). Ha participado en el disco Història de Catalunya en cançons 2.0 (PICAP, 2009), junto con otros músicos de habla catalana, interpretando el tema La primera bandera, sobre Wifredo el Velloso, escrita por Toni Xuclà y Joan Vilamala. Presenta el tema actuando en el Camp Nou (22 de diciembre de 2009) antes del partido Cataluña - Argentina. Desde 2007 también escribe, coordina y produce diferentes músicas para bandas sonoras y spots publicitarios como la sintonía del programa 360 de Catalunya Ràdio o el documental Creixent sobre rodes. A finales de 2010 presenta su primer disco en solitario, La famosa gemma de Galveston (PICAP, 2010), que ofrece un registro más íntimo al que nos tiene acostumbrados a ver con Rodamons. Un disco escrito, arreglado y producido por él mismo. A primeros de abril sale el videoclip del primer sencillo, Escac i mat. El concierto presentación se hace en la sala Luz de Gas, el 15 de mayo de 2011, dentro del 22 Festival de Guitarra de Barcelona, organizado por The Project. Durante el verano de 2011 colabora en el programa Factor Estiu de Catalunya Ràdio realizando la sección Un bis al rock. A finales de 2011 participa en el disco de "La Marató" de TV3 con el tema "La clau de tot ets tu", una versión del "While you see a chance" de Steve Winwood. El disco vende alrededor de las 170.000 copias y es el disco más vendido en un solo día en toda Europa.
A principios de 2012, el director de cine Ventura Pons utiliza el tema "Escac i mat" como una parte de la B.S.O de la película "Any de Gràcia", protagonizada por Rosa Maria Sardà, Oriol Pla, Santi Millán y Amparo Moreno. Ese mismo año participa en Marató de TV3 per la pobresa con la canción "Fora de joc". En verano vuelve a Catalunya Ràdio en el programa No em pots dir que no, con la sección musical "La cara oculta dels hits".
En el 2013 publica su segundo disco en solitario, Insinuacions (PICAP, 2013) que significa un paso importante en su carrera. En el primer sencillo, "Suplicava la reina", colabora la actriz y cantante Mercè Martínez. De este sencillo se hace un videoclip con la participación de las actrices catalanas Andrea Montero y Alba Ribas. El concierto de presentación del disco es celebra el 8 de febrero de 2014 en la sala Luz de Gas de Barcelona.
En 2014 produce, coescribe y hace los arreglos de "Sóc" (Right Here Right Now, 2015), el primer disco en solitario de Sendra, excantante de Vitruvi. En el disco graba voces, guitarras, pianos, órganos y acordeón. Durante todo el año sigue haciendo conciertos en lugares emblemáticos como Luz de Gas, Antigua Fábrica Estrella Damm o el Teatre Grec de Barcelona.
En 2015 produce y hace los arreglos el primer disco en solitario de Txell Sota "No sembles tu", donde vuelve a grabar voces, guitarras, pianos, órganos y acordeón. Durante el mismo año escribe la banda sonora para la obra teatral "Portrait 2017" de Sílvia Navarro, donde está previsto que él mismo interprete uno de los personajes principales. El verano de este 2015, cierra la gira "Insinuacions... i més" en su pueblo natal, Miravet, en un concierto emotivo con 500 personas en el Castillo Templario.
El 2016 y 2017 hace la gira "Llarga vida al Rock'n'roll" en formato trío y en solitario, repasando sus clásicos favoritos mientras escribe, produce y ensaya el que será su tercer disco en solitario. El verano de 2017 hace una sección musical en El Matí de Catalunya Ràdio con Xavi Freixes. El nuevo disco está previsto para el otoño del mismo 2017.
En 2019 colabora, junto a otros cantantes catalanes como Gossos, Aspencat, Blaumut o Txarango, en el libro-disco homenaje al poeta Joan Salvat-Papasseit: Sota el firmament.
Pese a la pandemia del 2020, actúa en el Festival Cruïlla XXS y en el Festival Internacional de Música de Vic. En este último presenta un avance de su cuarto disco en solitario La més bonica història (Picap, 2020), publicado en el mes de noviembre. Ese mismo año, la revista Enderrock incluye el disco entre los 75 mejores discos del 2020.

### Principales influencias
The Rolling Stones, The Beatles, Queen, Eric Clapton, Stevie Wonder, David Bowie, The Police, The Eagles, Creedence Clearwater Revival, Otis Redding, Bob Dylan, Pink Floyd, Procol Harum, Supertramp, Jimi Hendrix, Jethro Tull, Rod Stewart, Dire Straits, Led Zeppelin, Deep purple, The Who, Ray Charles, James Brown, Leonard Cohen, Bruce Springsteen, Janis Joplin, Coldplay, Jeff Buckley, Aerosmith, Van Morrison, J.S. Bach, Mozart, Verdi, Puccini, Toni Vives, Lluis Llach, entre muchos otros.

## Discografía

### Con Rodamons
- Temps Millors (Picap, 2005)
- Mama (Picap, 2008)

### En solitario
- La famosa gemma de Galveston (Picap, 2010)
- Insinuacions (Picap, 2013)
- Caos a mig camí (Picap, 2017)
- La més bonica història (Picap, 2020)

### Colaboraciones
- Disc de La Marató de TV3 (2011), interpretando La clau de tot ets tu.
- Història de Catalunya en cançons 2.0 (Picap, 2009), interpretando La primera senyera.
- Lunatic 30 anys (2008), con el tema L’home de les mil històries.
- Canción Vine i acompanya’m del grupo Entregirats (Picap, 2007).

### Canciones emitidas en medios de TV y Radio, con Rodamons (no editadas)
- Torna el Rock’n’roll (2003).
- Riff de riffs (2005).
- Un nou planeta (2008).